# Mike Ivanow
Michael Ivanow (Shanghai, 9 gennaio 1948) è un ex calciatore statunitense, di ruolo portiere.

## Carriera

### Club
Nato a Shanghai, in Cina, da una famiglia russa, emigra dapprima in Australia e poi negli Stati Uniti d'America, stabilendosi in California.
Dal 1967 al 1973 milita nella rappresentativa dell'università di San Francisco, venendo inserito nel famedio sportivo dell'istituto nel 1983. Nel 1969 ha fatto parte della rosa dei California Clippers, che in quell'anno disputò solo amichevoli. Nel 1972 era in forza invece al Concordia A.C.. Nel 1974 viene ingaggiato dai neonati S.J. Earthquakes, franchigia della NASL, nei quali militò sino al 1976. Con i Quakes otterrà come miglior piazzamento il raggiungimento dei quarti di finale nella stagione 1974.
Nel corso della stagione 1976 passa ai Seattle Sounders, franchigia nel quale militò sino al 1981. Miglior piazzamento ottenuto fu il raggiungimento della finale della North American Soccer League 1977 persa contro i N.Y. Cosmos, incontro nel quale non fu però impiegato.
Nella North American Soccer League 1982 tornò agli Earthquakes non venendo però mai impiegato.
Contemporaneamente e successivamente al calcio, si dedicò anche all'indoor soccer.

### Nazionale
Naturalizzato statunitense, venne convocato nella selezione olimpica statunitense per disputare il torneo calcistico alla XX Olimpiade. Con la sua nazionale chiuse al quarto e ultimo posto del Girone A, con un solo punto conquistato.
Ha inoltre giocato tra il 1973 ed il 1975 dieci incontri con la nazionale di calcio degli Stati Uniti d'America, esordendo il 17 marzo 1973 nella sconfitta per 4-0 contro Bermuda, subentrando a partita in corso a Mike Winter.

## Statistiche

### Cronologia presenze e reti in nazionale
| Cronologia completa delle presenze e delle reti in nazionale ― Stati Uniti | Cronologia completa delle presenze e delle reti in nazionale ― Stati Uniti | Cronologia completa delle presenze e delle reti in nazionale ― Stati Uniti | Cronologia completa delle presenze e delle reti in nazionale ― Stati Uniti | Cronologia completa delle presenze e delle reti in nazionale ― Stati Uniti | Cronologia completa delle presenze e delle reti in nazionale ― Stati Uniti | Cronologia completa delle presenze e delle reti in nazionale ― Stati Uniti | Cronologia completa delle presenze e delle reti in nazionale ― Stati Uniti |
| Data                                                                       | Città                                                                      | In casa                                                                    | Risultato                                                                  | Ospiti                                                                     | Competizione                                                               | Reti                                                                       | Note                                                                       |
| -------------------------------------------------------------------------- | -------------------------------------------------------------------------- | -------------------------------------------------------------------------- | -------------------------------------------------------------------------- | -------------------------------------------------------------------------- | -------------------------------------------------------------------------- | -------------------------------------------------------------------------- | -------------------------------------------------------------------------- |
| 17-3-1973                                                                  | Hamilton                                                                   | Bermuda                                                                    | 4 – 0                                                                      | Stati Uniti                                                                | Amichevole                                                                 | -                                                                          | Ingresso                                                                   |
| 20-3-1973                                                                  | Łódź                                                                       | Polonia                                                                    | 4 – 0                                                                      | Stati Uniti                                                                | Amichevole                                                                 | -4                                                                         |                                                                            |
| 3-8-1973                                                                   | Chicago                                                                    | Stati Uniti                                                                | 0 – 1                                                                      | Polonia                                                                    | Amichevole                                                                 | -1                                                                         |                                                                            |
| 5-8-1973                                                                   | Windsor                                                                    | Canada                                                                     | 0 – 2                                                                      | Stati Uniti                                                                | Amichevole                                                                 | -                                                                          |                                                                            |
| 10-8-1973                                                                  | San Francisco                                                              | Stati Uniti                                                                | 0 – 4                                                                      | Polonia                                                                    | Amichevole                                                                 | -4                                                                         |                                                                            |
| 12-8-1973                                                                  | New Britain                                                                | Stati Uniti                                                                | 1 – 0                                                                      | Polonia                                                                    | Amichevole                                                                 | -                                                                          |                                                                            |
| 9-9-1973                                                                   | Hartford                                                                   | Stati Uniti                                                                | 1 – 0                                                                      | Bermuda                                                                    | Amichevole                                                                 | -                                                                          |                                                                            |
| 16-10-1973                                                                 | Città del Messico                                                          | Messico                                                                    | 2 – 0                                                                      | Stati Uniti                                                                | Amichevole                                                                 | -2                                                                         |                                                                            |
| 5-9-1974                                                                   | Monterrey                                                                  | Messico                                                                    | 3 – 1                                                                      | Stati Uniti                                                                | Amichevole                                                                 | -3                                                                         |                                                                            |
| 26-3-1975                                                                  | Poznań                                                                     | Polonia                                                                    | 7 – 0                                                                      | Stati Uniti                                                                | Amichevole                                                                 | -7                                                                         |                                                                            |
| Totale                                                                     |                                                                            | Presenze                                                                   | 10                                                                         |                                                                            | Reti                                                                       | -21                                                                        |                                                                            |